# 中国林业科学研究院

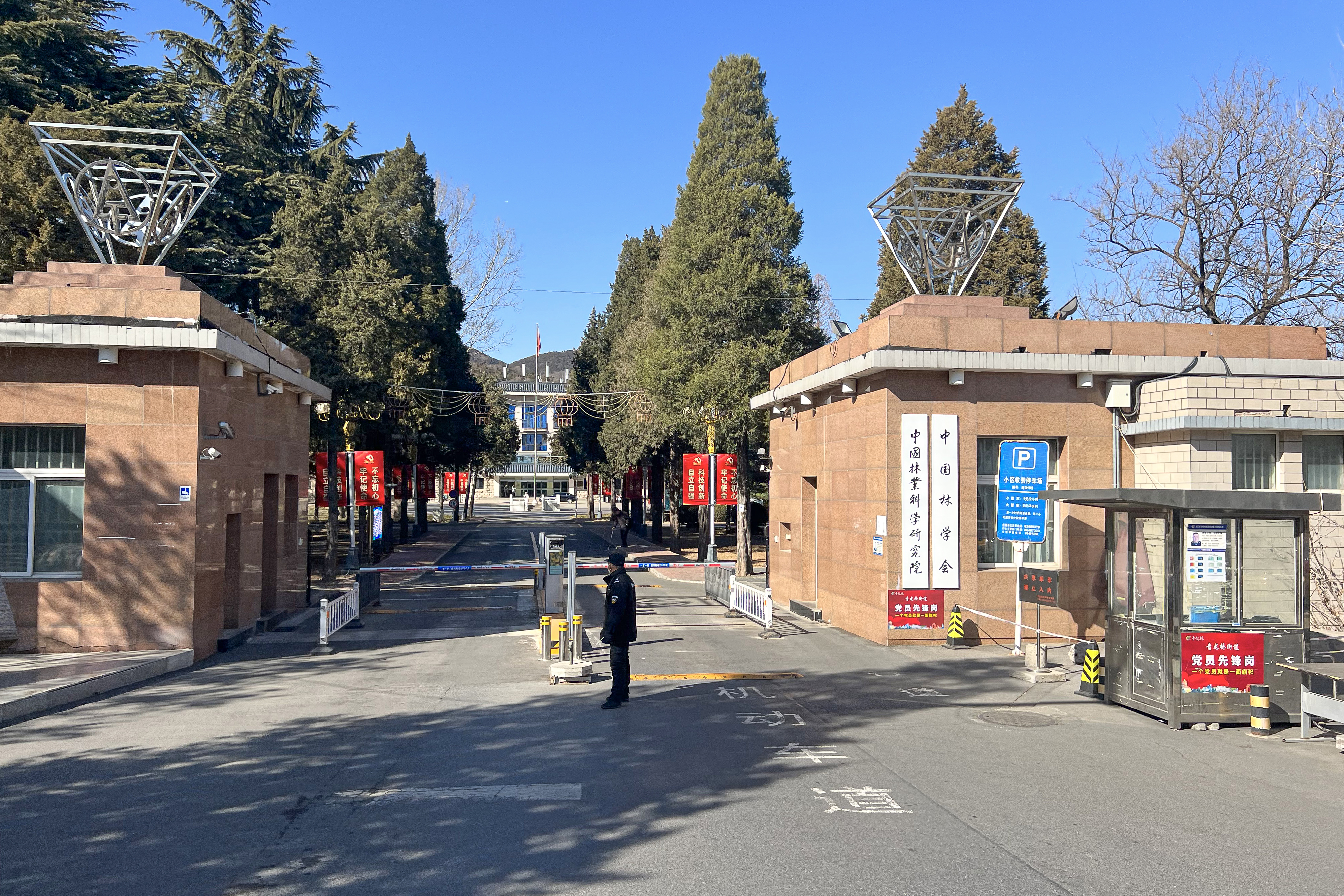
东门

中国林业科学研究院，简称中国林科院，是中华人民共和国国家级林业科研机构。

## 历史
1889年清政府筹建京师大学堂，其中有农科。1901年在太原开办山西农林学堂，设农、林两科。1902年在保定开办直隶农务学堂，1904年改成直隶高等农业学堂，均设林科。1902年在保定创建直隶农事试验场，四个科中有森林科。1904年在济南成立林业试验场。1906年清政府农工商部在北京设农事试验场，设有农业和林业科。清末民初，农林试验研究机构与高等农林学堂开展育苗、果树栽培等研究工作，其中北京的中央农事试验场试验栽培果树165个品种。
中华民国成立后，民国元年七月初五日（1912年）第六十六号政府公报称：“农林部咨国务院拟在天坛等处分设农林畜牧试验场”，又称“据本部派人踏勘天坛建林艺试验场最为相宜。”民国元年九月（1912年），农林部在北京天坛设农林部林艺试验场，并分别在民国元年九月、十月、十一月派农林部技正佟藻宸、籍汉梁、丁宝纶筹备。这是中国最早的独立的林业试验研究机构。民国二年三月（1913年）农林部部令称：“林艺最重栽种合法，经理得宜，方能收最良之结果，本部现在天坛筹办林场培养苗木；”又据民国二年三月二十七日（1913年）农林部令：“派技正唐荣禧筹办林艺试验场及西山模范林事宜。”
民国二年（1913年），林艺试验场在北京设分场，名为农林部林艺试验场西山造林苗圃，位于北京西郊董四墓村（即今中国林科院院址）。1914年后，林艺试验场在天坛神乐署办公。1913年北洋政府农林部与工商部合并成农商部。民国三年（1914年）一月十四日，农商总长张謇委任令第十八号派佥事林祜光管理林艺试验场事务。民国四年（1915年）农林部林艺试验场改成农商部第一林业试验场。1928年，在第一林业试验场西山造林苗圃内，种植0.57公顷白皮松人工林，现存活立木838株，成为北京面积最大、栽植最早、树龄最长的白皮松人工林。民国十九年（1930年），南京国民政府农矿部、工商部合并成实业部，第一林业试验场改成国民政府实业部直辖的模范林场。民国二十二年（1933年）改成实业部北平模范林场。1937年七七事变前，为实业部直辖北平模范林场西山分场。日伪统治时期，由伪行政部接收，改称行政部西山林场。日本投降前为农务总署西山林场。民国三十五年（1946年）被国民政府农林部中央林业实验所华北林业试验场接收，改称西山第一事业区。1950年，在华北农业科学研究所等机构的基础上，筹建中央林业部林业科学研究所。
1941年，设国民政府农林部中央林业实验所。中华人民共和国成立后，中央林业实验所由华北农业研究所接管，1950年移交中央人民政府林垦部。
1939年9月，南京国民政府经济部中央工业试验所创建木材试验室，负责全国工业用材的试验研究，这是中国首个木材试验室。唐燿《设立中国木材试验室刍议》一文介绍了设立该试验室的缘由。该室初设重庆北碚，1940年6月毁于日军飞机轰炸。1940年8月迁至四川乐山，1942年扩建为木材试验馆。1942年到1945年，自四川大学森林系毕业的成俊卿、何定华、李源哲等人开展了许多试验研究，取得一定成绩。抗日战争胜利后，中央工业试验所迁到上海。木材试验馆留在乐山，继续开展科学研究。但内战爆发，通货膨胀严重，给科研带来诸多困难。1949年，以唐燿为首的科技人员组织职工坚守岗位，保住了木材试验馆全部标本、资料。1949年12月16日，中国人民解放军攻占乐山。1950年元旦，木材试验馆人员用木材镶成“为人民服务”五个大字挂在试验馆门前，并书写对联：“没有中国共产党怎能产生人民解放；缺少科学的研究怎能完成工农建设。”1942年到1950年期间，馆长唐燿还在乐山中央技术学校兼任教授。1950年1月，木材试验馆由乐山专署接管。1950年7月，乐山木材试验馆隶属中央人民政府林垦部，并更名为林垦部西南木材试验馆。1952年12月，该馆20余人自四川迁到北京，并入中央林业部林业科学研究所筹委会。
1953年1月，成立中央林业部林业科学研究所。1957年3月又分出部分成立森林工业科学研究所。1958年10月27日，经国务院科学规划委员会批准正式成立中国林业科学研究院。1970年撤销建制，一部分与中国农业科学院合并成立中国农林科学院，一部分下放地方。1978年4月恢复中国林业科学研究院建制。
中国林业科学研究院原先隶属中华人民共和国林业部。1998年撤销林业部，成立国家林业局，中国林业科学研究院转隶国家林业局。2018年撤销国家林业局，组建国家林业和草原局。

## 机构设置
根据有关规定，中国林业科学研究院设置下列机构： 

### 内设机构
- 办公室
- 科技管理处
- 产业发展处
- 国际合作处
- 人事教育处
- 计划财务处
- 资源管护处
- 党群工作部
- 中国林业科学研究院研究生部
- 后勤服务中心（后勤管理处）
- 离退休干部服务中心

### 直属事业单位
- 林业研究所
- 亚热带林业研究所
- 热带林业研究所
- 森林生态环境与保护研究所（国家林业和草原局世界自然遗产保护研究中心）
- 资源信息研究所
- 资源昆虫研究所
- 林业科技信息研究所
- 木材工业研究所
- 林产化学工业研究所
- 国家林业和草原局北京林业机械研究所
- 国家林业和草原局哈尔滨林业机械研究所所
- 林业新技术研究所
- 热带林业实验中心
- 亚热带林业实验中心
- 沙漠林业实验中心
- 华北林业实验中心
- 国家林业和草原局泡桐研究开发中心
- 国家林业和草原局桉树研究开发中心
- 国家林业和草原局竹子研究开发中心
- 荒漠化研究所
- 湿地研究所
- 国家林业和草原局盐碱地研究中心

### 共建单位
- 黑龙江省林业科学院（中国林业科学研究院黑龙江分院）
- 内蒙古自治区林业科学研究院（中国林业科学研究院内蒙分院）
- 新疆维吾尔自治区林业科学研究院（中国林业科学研究院新疆分院）
- 湖南省林业科学院（中国林业科学研究院湖南分院）
- 福建省林业科学院（中国林业科学研究院海西分院）
- 湖北省林业科学研究院（中国林业科学研究院湖北分院）
- 辽宁省林业科学院（中国林业科学研究院辽宁分院）
- 华北林业研究所
- 西藏农牧学院高原生态研究所（中国林业科学研究院高原生态研究所）
- 北京湿地中心
- 浙江省林业科学研究院（中国林业科学研究院浙江林业研究中心）
- 青藏高原生态林业研究中心
- 榛子研究中心
- 小陇山科技合作试验基地
- 西峡科技兴林示范基地
- 汪清试验示范基地
- 民勤治沙综合试验站
- 广元油橄榄品种试验园
- 国家油茶科学中心北缘实验室
- 种群生态模拟与控制实验室
- 低山丘陵区生态修复重点实验室
- 温州森林康养研究中心

## 历任领导
| 院长 - 张克侠（1958年－1968年，林业部副部长兼） - 郑万钧（1978年－1981年） - 黄枢（1982年－1985年） - 刘于鹤（1986年－1992年） - 陈统爱（1992年10月—1996年2月） - 江泽慧（1996年2月—2006年12月） - 张守攻（2007年－2018年11月） - 刘世荣（2018年11月—2022年） - 储富祥（2022年—2024年8月） - 汪阳东（2024年8月—） 常务副院长 - 张久荣（？－？） - 张守攻（2002年－2007年） 副院长 - 张昭（1958年－？） - 郑万钧（1962年－1968年） - 陶东岱（？－？；1978年－1982年） - 张瑞林（？－？） - 李万新（1978年－1982年） - 吴中伦（1978年－1982年） - 刘学恩（？－1980年） - 杨子争（？－？） - 王恺（？－1988年） - 侯治溥（1982年－？） - 陈统爱（1986年－1988年） - 刘永龙（？－？） - 洪菊生（1988年－1997年） - 张久荣（1990年－？） - 张守攻（1997年－2002年） - 李向阳（1997年5月—2010年5月） - 金旻（2000年7月—2009年5月） - 陈幸良（2002年11月—？） - 熊耀国（？－2004年1月2日） - 储富祥（2004年1月2日－） - 刘世荣（2004年1月2日－2018年11月） - 蔡登谷（？－2007年6月28日） - 叶智（2012年－） - 李岩泉（2013年－） - 孟平（2011年－） - 黄坚（2011年－） - 肖文发（2017年3月—） | 分党组书记 - 张克侠（1958年－1968年） - 梁昌武（1978年－1982年12月，国家林业总局副局长、林业部副部长兼院党委书记） - 刘于鹤（1986年－1992年） - 陈统爱（1992年10月—1996年2月） - 江泽慧（1996年2月—2006年12月） - 张守攻（2007年－2012年） - 叶智（2012年－） 分党组常务副书记 - 李向阳（2004年1月2日－2010年5月） 分党组副书记 - 黄枢（1983年－1985年，院党委副书记） - 叶智（2011年－2012年） 分党组成员 …… - 张昭（1958年－？） - 郑万钧（1962年－1968年，院分党组成员；1978年－1981年，院党委委员） - 陶东岱（？－？；1978年－1982年） - 张瑞林（？－？） - 李万新（1978年－1982年） - 吴中伦（1978年－1982年） - 刘学恩（？－1980年） - 杨子争（？－？） - 王恺（？－1988年） - 侯治溥（1982年－？） - 黄枢（1982年－1983年，院党委委员） - 陈统爱（1986年－1988年） - 刘永龙（？－？） - 洪菊生（1988年－1997年） - 张久荣（1990年－？） - 张守攻（1997年－2002年） - 李向阳（1997年5月—2004年1月） - 金旻（2000年7月—2009年5月） - 陈幸良（2002年11月—？） - 熊耀国（？－2004年1月2日） - 储富祥（2004年1月2日－） - 刘世荣（2004年1月2日－） - 宋闯（？－2007年6月28日，正司局级调研员） - 蔡登谷（？－2007年6月28日） - 孟平（2011年－） - 黄坚（2011年－） - 肖文发（2017年3月—） 分党组纪检组组长 - 蔡登谷（？－？，兼院长助理） - 陈幸良（？－？，副院长、分党组成员兼） - 李岩泉（2013年－） 京区党委书记 - 宋闯（？－2004年1月2日） - 李向阳（2004年1月2日－2010年5月，分党组常务副书记兼） - 叶智（2011年－，分党组副书记、书记兼） |